# الصخیره
الصخیره (به عربی: الصخیرة) یک منطقهٔ مسکونی در تونس است که در استان صفاقس واقع شده‌است. الصخیره ۱۱٬۹۴۴ نفر جمعیت دارد.